# گمینا نوووگرودک پومورسکی
گمینا نوووگرودک پومورسکی (به لهستانی:  Gmina Nowogródek Pomorski) یک گمینا در لهستان است که در شهرستان مشلیبوژ واقع شده‌است. گمینا نوووگرودک پومورسکی ۱۴۶٫۱۵ کیلومتر مربع مساحت و ۳٬۲۸۲ نفر جمعیت دارد.